# Rodrigueziopsis
Rodrigueziopsis là một chi thực vật có hoa trong họ, Orchidaceae.